# 中央蘇區第三次反圍剿戰爭
，指1931年7月至9月間，中華民國國民革命軍與中國共產黨中國工農紅軍發生的第三次大規模戰爭。

## 名稱
此次戰事名稱，中華民國方面稱其為「第三次江西剿共」或「第三次江西剿匪」，民間一般簡稱「第三次圍剿」；中華人民共和國方面稱其為「中央苏区第三次反围剿」或「中央革命根据地第三次反围剿」，民間一般簡稱「第三次反圍剿」；国际上一般称为（意思是「對江西蘇區的第三次围剿」）。

## 背景及双方参战部队
1931年6月21日，在对中央苏区进行的第二次圍剿失败之后，中華民國國民政府主席蒋中正自任为南昌行营主任，主持对共產黨中央红军的围剿，并调集大批黃埔軍校畢業，對蔣忠誠的嫡系部队，组成两个集团军，23个师和3个旅30万人，对中央苏区进行“长驱直入”的围剿。
国民革命军参战部队如下：
- 左路集团军由何应钦任总指挥，辖赵观涛第6师、罗卓英第11师、陈诚第14师、周浑元第5师、毛炳文第8师、许克祥第24师、蒋鼎文第9师，负责寻找红军主力决战；
- 右路集团军由陈铭枢任总指挥，辖蔡廷锴第60师、戴戟第61师、韩德勤第52师、孙连仲第25师、高树勋第27师、上官云相第47师、郝梦龄第54师，负责就地清剿苏区；
- 总预备队：卫立煌第10师、李延年攻城旅、李韫珩第53师

此外还包括侧翼策应的李云杰第23师、路孝忱第79师、关树人骑1师、公秉藩第28师、罗霖第77师、张贞第49师、刘和鼎第56师和马昆第12师第34旅、周志群新编第14旅等，以及五个航空队。 
7月10日，红一方面军开始备战，实施坚壁清野，除诱敌的红九师和红十二师外，其余主力经过大范围转移，绕道福建西部，转移至兴国西北的高兴圩地区。28日，红一方面军集结完成，全员仅3万人。

## 经过

### 双方前期的行动
7月1日，国民革命军开始行动，但是苦寻20余日后，无法发现红军主力。7月底。国民革命军突然发现红军主力已绕道开往兴国，蒋介石判断红军的目标是西渡赣江，于是命令各部压缩红军活动空间，意图将其主力困在赣江东岸加以歼灭。
毛泽东、朱德的初期计划是寻机从富田突破包围圈，将深入中央苏区的敌方主力部队置之不理，而扫荡其后方留守部队，待到其主力回师援助的时候，寻找战机歼灭其孤立部队。但是，当红军向富田前进之时，被国民革命军发现，11、14两师抢先占领富田，将红军主力堵截在富田以南。
此时，面对蜂拥而来的敌军，毛泽东立即决定改变战略，以地方部队红三十五军伪装主力准备强渡赣江，主力部队于8月4日抢在国民革命军左、右集团军合围之前，在双方部队中仅有的40里缝隙地带偷越北上，转移到莲塘地区。

### 双方的决战
8月7日，红军主力在莲塘歼灭第47师一个旅，随即在良村歼第54师大部。8月11日，在黄陂歼灭第8师约四个团。此时，国民革命军方才发现赣江边的已经不是红军主力，迅速回师北上。
在这种情况下，红军再次派出红十二军向乐安前进诱敌，主力则返回兴国休整。8月下旬，当国民革命军发现红十二军并非红军主力，再度回师兴国时，已是强弩之末。9月，唐生智联合新桂系、陈济棠、石友三等人，拥戴汪精卫在广州设立“国民政府”，向衡阳进军。国民政府不得不命令国民革命军撤出战场，准备转入平叛。红军于是迅速展开反攻，9月7日，红三军在老营盘歼灭第9师一个旅，9月8日，红军主力在高兴圩遭到十九路军的激烈抵抗，被迫撤退，9月15日，转而在方石岭全歼第52师及第9师残部。
9月18日，九一八事变爆发，蒋介石不得不返回南京，至此，第三次战役以红军的胜利告终。

## 后果
此次战争的胜利，使得中国共产党得以将中央苏区的江西部分和福建部分连成一片，其势力达到21个县，人口250万人。但是，随着军事压力的消失，王明、博古等留苏派和毛泽东等本土派的矛盾开始显现，双方开始了激烈的权力争夺。
同时，由于蒋介石嫡系部队长久被牵扯在江西前线，国民革命军中各派系的矛盾开始呈现，汪精卫广州国民政府的成立，以及当年12月的宁都暴动都是各派系矛盾的体现。随着九一八事变的爆发，国民政府无法继续全力剿共。
由于双方内部矛盾的上升，大规模军事行动停止了约1年的时间。